# Phytomastax quighaiensis
Phytomastax quighaiensis is een rechtvleugelig insect uit de familie Eumastacidae. De wetenschappelijke naam van deze soort is voor het eerst geldig gepubliceerd in 1984 door Yin.